# Лукау (Вендланд)
Лукау (нім. Luckau) — громада в Німеччині, розташована в землі Нижня Саксонія. Входить до складу району Люхов-Данненберг. Складова частина об'єднання громад Люхов.
Площа — 22,18 км2. Населення становить 548 ос. (станом на 31 грудня 2021).